# Coronicium
Coronicium là một chi nấm trong họ Pterulaceae. Chi này phân bố rộng khắp ở các vùng ôn đới phía bắc và chứa 5 loài.

## Loài
Tính đến  tháng 10 năm 2022, Species Fungorum công nhận 5 loài thuộc chi Coronicium.
- Coronicium alboglaucum
- Coronicium gemmiferum
- Coronicium molokaiense
- Coronicium proximum
- Coronicium thymicola